# Cyriocosmus fernandoi
Cyriocosmus fernandoi är en spindelart som beskrevs av Fukushima, Bertani och da Silva 2005. Cyriocosmus fernandoi ingår i släktet Cyriocosmus och familjen fågelspindlar. Inga underarter finns listade i Catalogue of Life.